# 100mila
100mila è un singolo del rapper italiano DrefGold, pubblicato il 13 giugno 2017.

## Tracce
1. 100mila – 3:11